# Попівська сільська рада (Красноградський район)
Попі́вська сільська́ ра́да — адміністративно-територіальна одиниця та орган місцевого самоврядування у Красноградському районі Харківської області. Адміністративний центр — село Попівка.

## Загальні відомості
- Попівська сільська рада утворена в 1992 році.
- Територія ради: 72,718 км²
- Населення ради: 1 855 осіб (станом на 2001 рік)
- Територією ради протікає річка Берестова.

## Населені пункти
Сільській раді підпорядковані населені пункти:
- с. Попівка
- с. Вільне
- с. Маховик
- с. Роздолля
- с. Ясна Поляна

## Склад ради
Рада складається з 18 депутатів та голови.
- Голова ради: Гнатенко Анатолій Михайлович
- Секретар ради: Дахно Тамара Іванівна

### Керівний склад попередніх скликань
| Прізвище, ім'я, по батькові  | Основні відомості                                                                                          | Дата обрання | Дата звільнення |
| ---------------------------- | --- | ------------ | --------------- |
| Гнатенко Анатолій Михайлович | Сільський голова, 1969 року народження, освіта вища, член Соціал-демократичної партії України (об'єднаної) | 26.03.2006   | 31.10.2010      |
| Гнатенко Анатолій Михайлович | Сільський голова, 1969 року народження, освіта вища, член Партії регіонів                                  | 31.10.2010   |                 |

Примітка: таблиця складена за даними сайту Верховної Ради України

### Депутати
За результатами місцевих виборів 2010 року депутатами ради стали:

#### За суб'єктами висування
| Суб'єкт висування | Кількість обраних депутатів | %    |
| ----------------- | --------------------------- | ---- |
| Партія регіонів   | 8                           | 44,4 |
| Самовисування     | 8                           | 44,4 |
| Народна партія    | 2                           | 11,1 |

#### За округами
| № округу        | Прізвище, ім'я, по батькові   | Дата визнання обраним | Освіта  | Партійна приналежність | Відомості про обраного депутата                                            |
| --------------- | ----------------------------- | --------------------- | ------- | ---------------------- | -------------------------------------------------------------------------- |
| Народна Партія  |                               |                       |         |                        |                                                                            |
| 1               | Макаренко Юрій Володимирович  | 03.11.2010            | вища    | член Народної партії   | Попівська загальноосвітня школа, кочегар                                   |
| 13              | Вашкевич Любов Миколаївна     | 03.11.2010            | вища    | член Народної партії   | Попівська загальноосвітня школа, вчитель                                   |
| Партія регіонів |                               |                       |         |                        |                                                                            |
| 2               | Дахно Тамара Іванівна         | 03.11.2010            | середня | член Партії регіонів   | Попівська сільська рада, секретар                                          |
| 3               | Гнатенко Олена Володимирівна  | 03.11.2010            | середня | член Партії регіонів   | тимчасово не працює                                                        |
| 4               | Гайдар Наталія Володимирівна  | 03.11.2010            | середня | член Партії регіонів   | Попівська амбулаторія сімейної медицини, медсестра                         |
| 5               | Касян Любов Володимирівна     | 03.11.2010            | середня | член Партії регіонів   | Попівська амбулаторія сімейної медицини, медсестра                         |
| 9               | Данілов Дмитро Миколайович    | 03.11.2010            | середня | член Партії регіонів   | приватний підприємець                                                      |
| 11              | Штанько Олександр Іванович    | 03.11.2010            | середня | член Партії регіонів   | приватний підприємець                                                      |
| 15              | Ковтун Наталія Володимирівна  | 03.11.2010            | вища    | член Партії регіонів   | Роздольська загальноосвітня школа, директор                                |
| 18              | Бондаренко Катерина Іванівна  | 03.11.2010            | середня | член Партії регіонів   | пенсіонер                                                                  |
| Самовисування   |                               |                       |         |                        |                                                                            |
| 6               | Данилова Анастасія Миколаївна | 03.11.2010            | вища    | позапартійна           | Красноградська міська рада, бухгалтер                                      |
| 7               | Візічканич Галина Олексіївна  | 03.11.2010            | вища    | позапартійна           | Попівська сільська рада, інспектор                                         |
| 8               | Савчук Олексій Миколайович    | 03.11.2010            | середня | позапартійний          | ГУ «Шебелинкагазвидобування», майстер цеху капітального ремонту свердловин |
| 10              | Нагірна Тетяна Григорівна     | 03.11.2010            | середня | позапартійна           | Попівська сільська рада, бухгалтер                                         |
| 12              | Хлівецька Ольга Володимирівна | 03.11.2010            | вища    | позапартійна           | тимчасово не працює                                                        |
| 14              | Кучерявий Михайло Михайлович  | 03.11.2010            | середня | позапартійний          | приватний підприємець                                                      |
| 16              | Руденко Тетяна Олександрівна  | 03.11.2010            | середня | позапартійна           | Роздольська загальноосвітня школа, вчитель                                 |
| 17              | Помиляйко Любов Василівна     | 03.11.2010            | вища    | позапартійна           | Роздольська загальноосвітня школа, вчитель                                 |

## Населення
За переписом населення України 2001 року в сільській раді мешкали 1844 особи.

### Мова
Розподіл населення за рідною мовою за даними перепису 2001 року:
| Мова       | Відсоток |
| ---------- | -------- |
| українська | 94,39 %  |
| російська  | 5,07 %   |
| білоруська | 0,16 %   |
| молдовська | 0,11 %   |
| вірменська | 0,05 %   |
| гагаузька  | 0,05 %   |